# Fabien Lefèvre
Fabien Lefèvre, född den 18 juni 1982 i Orléans, Frankrike, är en fransk kanotist.
Han tog OS-silver i K-1 i slalom i samband med de olympiska kanottävlingarna 2004 i Aten.
Han tog därefter OS-silver i samma gren i samband med de olympiska kanottävlingarna 2008 i Peking.